# Ford Territory
La Ford Territory est un véhicule de loisirs (SUV) de la marque Ford, produit de 2004 jusqu'à l'arrêt de la production en octobre 2016. Il est conçu par Ford Australie pour le marché australien, la Nouvelle-Zélande et a également été commercialisé en Afrique du Sud et une partie de l'Asie.

## Conception
Les configurations à propulsion arrière (PA) et à traction intégrale (TI) sont disponibles pour le marché australien. Les modèles TI ont en option un système de freinage antiblocage pour contrôler le mouvement de la voiture en descente.
Reflétant sa conception de SUV, la capacité de places du Territory est de cinq (deux rangées) ou sept (trois rangées) passagers, ce qui en fait un excellent choix pour les familles nombreuses avec enfants. Toutes les rangées de sièges sont disposées dans un "style théâtre", la première rangée étant la plus basse et la dernière rangée la plus haute. Les rangées du milieu et arrière se replient à plat dans le plancher pour maximiser le volume de chargement.
Ford a présenté le Territory aux côtés du Falcon break existant, qui était construit sur la même chaîne de production à l'usine d'assemblage de Broadmeadows. Les cadres supérieurs de Ford Australie s'attendaient à ce que le Falcon break soit abandonné peu de temps après l'introduction du Territory, supposant que les ventes de Falcon breaks diminueraient considérablement à mesure que les acheteurs des flottes migreraient vers le Territory. Cependant, cela ne s'est pas produit car le Falcon break a conservé une grande partie de sa base de vente aux flottes et le Territory attirait principalement les familles nombreuses. La production du Falcon break a pris fin en septembre 2010. Le Territory n'a jamais été un remplaçant sérieux en raison d'une consommation de carburant plus élevée et d'un poids accru.

## Concept Ford R7
Le Ford R7 était un concept de SUV qui a été développé par Ford Australie sous les auspices de feu Geoff Polites et il a été révélé au Australian International Motor Show 2002 qui s'est tenu à Melbourne. La réception du R7 a été si formidable que Ford a accéléré le développement du R7 en un modèle de production à part entière deux ans plus tard sous le nom de Ford Territory et il a présenté en avant-première le nouveau style avant de la gamme Ford Falcon (BA).

## Gamme de modèles
Entre 2004 et 2016, le Territory était fabriqué en adoptant le même châssis et vendu dans un total de cinq séries (SX, SY, SY II, SZ, et finalement SZ II). Le lancement de la Falcon série FG a, cependant, entraîné une refonte majeure à l'intérieur et à l'extérieur du Territory, et contrairement à la berline, il a reçu un groupe motopropulseur turbodiesel, citant la consommation de carburant élevée des moteurs 6 cylindres en raison du poids à vide élevé.

### SX
La première série, connue sous le nom de «SX», a été produite entre avril 2004 et septembre 2005.
Sur le plan de l'apparence, le Territory a adopté des éléments stylistiques du Freestyle/Taurus X nord-américain, qui s'est avéré être un facteur déterminant pour le soutien des dirigeants de Ford du siège social de Dearborn, Michigan. Simon Butterworth, qui était à l'origine du restylage majeur de la Falcon qui a abouti à la série BA de 2002, a stylisé le Territory. Marcus Hotblack a travaillé sur l'intérieur du Territory, inspiré par la polyvalence d'un couteau suisse. En conséquence, le Territory possède des caractéristiques pratiques telles que des porte-gobelets flexibles et un porte-sac à main sur le côté du siège conducteurs.
Le Territory SX a été le premier véhicule construit en Australie à être équipé d'un système de contrôle électronique de la stabilité. De plus, le Territory est le premier SUV à avoir remporté le prix Australian Wheels Car of the Year, en 2004.
Sa plate-forme était disponible en PA ou TI, uniquement alimentée par le moteur essence six cylindres en ligne Barra DOHC de 4,0 litres avec 380 N⋅m et 182 kilowatts (244 ch) provenant de la Falcon BA, bien que légèrement désaccordé via un logiciel, jumelé à une boîte de vitesses automatique à quatre rapports. Tous les modèles étaient réputés pour leur consommation de carburant très élevée, se situant en moyenne entre 14 et 18 litres aux 100 km (17 et 13 miles par gallons US; 20 et 16 miles par gallon impériaux).

#### Gamme de modèles
Au lancement, la gamme des modèles SX (et les prix de détail australiens) étaient :
- TX : finition de base (PA : 38 990 $A; TI : 42 990 $A)
- TS : finition sécurité familiale (PA : 44 790 $A; TI : 48 790 $A)
- Ghia : finition de luxe (PA : 49 290 $A; TI : 53 290 $A)

Un système de divertissement DVD Alpine pour les passagers arrière, avec écran de 10,2 pouces et casque infrarouge, était proposé de série ou en option selon la variante du modèle.
Les séries SX australiens et néo-zélandais sont légèrement différents visuellement : tous les modèles vendus en Nouvelle-Zélande ont des pare-chocs couleur carrosserie et des jantes en alliage, y compris le modèle de base. Le détail des phares ressemble à une boîte noire de bijoux pour femmes. En Nouvelle-Zélande, le seul modèle PA est la version de base et tous les autres modèles sont équipés de la TI; tandis qu'en Australie, tous les modèles sont disponibles dans les deux configurations de traction.
La gamme de couleurs inclus : Indiana, Envi, Mandarine, Offshore, Silhouette, Winter White et Zesty.

### SY
Le SY, principalement une mise à niveau mécanique sans différenciation visuelle significative, a été introduit en octobre 2005. Ses principales caractéristiques comprenaient une puissance moteur accrue, une nouvelle transmission automatique pour les modèles TI et, une première pour un véhicule de construction australienne, une caméra de recul (en option sur le TS et de série sur le Ghia). Le TS comportait désormais des capteurs de marche arrière standard. Tous les modèles ont reçu un nouveau design clé, et sur les voitures construites après mai 2006, le revêtement arrière en plastique le long du bord inférieur du hayon arrière a changé pour être pressé dans la tôle.
Encore une fois, ce Territory était uniquement propulsé par un moteur six cylindres en ligne DOHC de 4,0 litres révisé, produisant maintenant 190 kilowatts (250 ch) et 383 N⋅m. La précédente transmission automatique DSI à quatre vitesses a été conservée avec des mises à jour mineures pour les modèles PA; Les modèles TI étaient désormais équipés de la transmission automatique ZF 6HP26 à six vitesses qui contribuait à une légère amélioration de la consommation de carburant.
Le Territory Turbo de 2006 était uniquement TI et la version turbocompressée du moteur du modèle de base produisait 245 kW (329 ch) et 480 N⋅m. Étant TI, il n'était disponible qu'avec la nouvelle transmission automatique ZF à six vitesses.

#### Gamme de modèles
La gamme est restée inchangée à l'exception de l'introduction, mi-2006, d'un Territory Turbo disponible en finition standard ou Ghia de luxe. Il était propulsé par une version turbocompressée du moteur six cylindres en ligne Barra DOHC de 4,0 litres qui, en raison de considérations des coûts et de la préférence du marché australien pour les variantes de performance, a eu la priorité sur l'introduction d'une variante diesel pour réduire la consommation de carburant élevée.
Au lancement, la gamme des modèles SY (et les prix de détail australiens) étaient :
- TX (PA : 39 490 $A; TI : 43 990 $A)
- TS (PA : 46 330 $A; TI : 51 330 $A)
- Ghia (PA : 51 820 $A; TI : 56 320 $A)

Lors de son lancement ultérieur, les modèles Turbo standard et Ghia, uniquement TI, coûtaient 53 990 $A et 65 490 $A, respectivement.
Les premières éditions limitées basées sur le Territory TX ont vu le jour :
- SR : sorti en février 2006, et réédité en juin 2008
- SR2 : sorti en octobre 2008

La gamme de couleurs initiale était : Winter White, Wired, Lightning Strike, Silhouette, Mercury Silver, Kashmir, Dejavu, Icon et Indiana. Il a par la suite inclus : Steel, Grace, Flare, Conquer, Silk, Ego, Seduce, Neo, Velvet et Sensation.

### FPV F6X
Voir aussi : Ford Performance Vehicles
Le 29 février 2008, Ford Performance Vehicles (FPV) a lancé le «F6X», qui était le premier et le seul véhicule non Falcon vendu par cette filiale de Ford.
N'étant en fait qu'une version haute performance du Territory Turbo, il n'était disponible qu'en TI et avec une transmission automatique à six vitesses. Il était badgé "F6X 270" en raison de sa puissance moteur de 270 kilowatts (360 ch) et 550 N⋅m, partagé avec la berline FPV F6 à moteur similaire et basée sur la Falcon. Cela a fait de ce SUV le SUV le plus puissant disponible à l'époque, avec un rapide temps d'accélération de 0 à 100 kilomètres par heure (0 à 62 mph) en 5,9 secondes.
FPV préfigurait son intention d'entrer sur la scène des SUV avec le concept-car "P-SUV" présenté lors de sa journée portes ouvertes en février 2007. Ce véhicule présentait un style de carrosserie pick-up et un style tout-terrain agressif. Le concept final du F6X a par ailleurs été présenté au Salon international de l'automobile australien d'octobre 2007 à Sydney.
Outre son moteur hautes performances, ses autres caractéristiques clés comprenaient des roues de 18 pouces, des freins avant Brembo améliorés et des équipements tels que des sièges (siège de troisième rangée en option) et des instruments conçus pour refléter ceux des FPV berlines. Malgré cela, l'absence de différenciation externe suffisante avec le Territory Turbo, son prix élevé de 75 990 dollars australiens et sa faible consommation de carburant se sont traduits par un faible succès commercial, avec un total de 251 unités construites. En conséquence, la production a cessé en février 2009 et il n'était plus disponible avec la série SY II lancée en juin 2009.
La gamme de couleurs du F6X inclus : Ego, Winter White, Lightning Strike, Nitro, Seduce, Sensation, Silhouette et Velvet. Selon la peinture extérieure choisie, chacun avait l'option de l'une des deux finitions de bandes en Metallic Azure Blue, Pewter, Silver et Matte Black. Il comportait également la technologie de peinture micropoint.

### SY II
La série SY II a fait l'objet d'un lifting révélé au Salon international de l'automobile d'Australie 2009 qui s'est tenu à Melbourne et elle a été mise en vente en mai. Il comportait une partie avant légèrement redessinée et d'autres modifications extérieures mineures, des garnitures intérieures améliorées (avec les schémas de couleurs des sellerie précédentes remplacés par des modèles plus contemporains) et une conception de suspension améliorée. Les groupes motopropulseurs sont restés inchangés, à l'exception de l'annulation du "FPV F6X" de 270 kW (360 ch). La console centrale et le contrôle de commande intérieur (CCI) de la Falcon BA/BF ont de nouveau été réutilisés pour le SY II malgré le fait que la nouvelle Falcon FG ait une console et un CCI entièrement repensés.
Le SY II a reçu une suspension avant révisée pour remédier à une faiblesse bien documentée dans les rotules inférieures avant. Plus précisément, la conception d'origine avait des rotules sous tension constante, ce qui entraînait des défaillances complètes du joint (provoquant le détachement de la roue de la suspension et de la direction) et une usure prématurée nécessitant le remplacement du bras de suspension inférieur après aussi peu que 30 000 kilomètres (19 000 miles). Avec la nouvelle conception, les rotules inférieures étaient maintenant sous compression, éliminant ainsi le problème d'usure prématurée.

#### Gamme de modèles
Au lancement, la gamme des modèles SY II (et les prix de détail australiens) étaient :
- TX : avec pare-chocs couleur carrosserie et jantes alliage de série (PA : 39 490 $A; TI : 44 490 $A)
- TS : pare-chocs couleur carrosserie, nouvelles jantes en alliage, sept places avec la troisième rangée de série (PA : 44 490 $A; TI : 49 990 $A)
- Ghia : clignotants latéraux montés sur les rétroviseurs extérieurs, nouvelles jantes en alliage, vitres opaques pour les passagers arrière et les vitres du coffre (PA : 52 490 $A; TI : 57 490 $A)

Le Turbo n'était désormais disponible que dans cette dernière spécification de luxe (pour 66 420 $A).
Le TS Limited Edition a été commercialisé en décembre 2009 et octobre 2010 pour stimuler les ventes en fournissant des équipements dérivés du Ghia.
Au lancement, la gamme de couleurs inclus : Silhouette, Lightning Strike, Velvet, Harmony, Sensation, Steel, Ego, Seduce, Mystic, Winter White and Kashmir.
Grâce à l'ajout d'un carillon d'avertissement pour la ceinture de sécurité du passager avant, mis en œuvre sur les voitures produites à partir du 11 janvier 2010, toute la gamme Territory s'est qualifiée pour un score complet de cinq étoiles au crash test du programme d'évaluation des voitures neuves australasiennes. Les modèles produits avant cette date n'avaient qu'une note de quatre étoiles.

### SZ (refonte majeure)
Le Territory série SZ est sorti en avril 2011. Le 8 février 2011, Ford Australie a publié des photos officielles de cette édition relookée. Son coût de développement était d'environ 230 millions de dollars australiens.
Conformément au Kinetic Design adopté à l'échelle internationale par Ford, la voiture est dotée d'une large prise d'air inférieure et d'une fine calandre supérieure. Il a un coefficient de traînée estimé à Cx=0.38. Les modèles Titanium sont équipés de feux de «position» à LED, à la place des antibrouillards montés sur le TS de milieu de gamme. À l'arrière, la voiture est dotée de feux arrière horizontaux, remplaçant les feux verticaux des éditions précédentes. À l'intérieur, grâce aux mises à niveau de la Falcon FG, les Territory les plus haut de gamme ont également hérité d'un écran tactile couleur de huit pouces, qui est au cœur du système de divertissement et de contrôle embarqué "SYNC". Les nouvelles caractéristiques de sécurité comprennent un airbag pour les genoux du conducteur et un système de contrôle de la stabilité mis à jour, avec désormais la version 9.0 de Bosch intégrant une fonction anti-tonneau.
Mécaniquement, la série SZ introduit, pour la première fois dans un véhicule fabriqué localement par Ford Australie, un groupe motopropulseur diesel (dont le coût et le développement pour les éditions précédentes ont été reportés au profit de la variante turbo essence de 2006). Il a également introduit un système de direction assistée électrique utilisé dans la Ford Mustang américaine, qui était également sur le point d'être introduit dans la Falcon.
La gamme de moteurs de la série SZ comprenait le moteur essence six cylindres en ligne DOHC de 4,0 litres habituel mais amélioré, uniquement pour le Territory PA, et un moteur diesel V6 turbocompressé à 60 degrés de 2,7 litres commercialisé sous le nom de "Duratorq" pour les Territory PA et TI. Les modèles TI à moteur essence ne sont plus offerts. Le moteur essence, désormais conforme aux normes d'émissions Euro 4, génère 195 kW (261 ch) et 391 N⋅m. Au lancement, le moteur diesel était un moteur V6 AJD-DT17 de Ford/PSA vieux de sept ans, qui a fait ses débuts en Australie avec la Jaguar XF et le Land Rover Discovery 3. Il émettrait jusqu'à 25 % de CO 2 en moins par rapport au moteur essence.
Sur toute la gamme, deux types de transmission automatique à six vitesses sont devenus par défaut selon la variante de modèle. Pour les PA à moteur à essence, la transmission ZF 6HP26 est utilisée; pour les PA et TI à moteurs diesel, la transmission ZF 6R80 produite par Ford aux États-Unis est utilisée.
Côté intérieur, le nouveau Territory a finalement gagné la console centrale et la CCI de la Falcon FG. Jusqu'à cette époque, le Terrtory continuait à réutiliser l'intérieur et la CCI de la Falcon BA/BF de 2002-2008.

#### Gamme de modèles
La gamme est restée la même, à l'exception du Titanium remplaçant le Ghia, reflétant les modifications similaires apportées à la gamme Ford Falcon (FG) connexe.
Au lancement, la gamme des modèles SZ (et les prix de détail australiens) étaient :
- TX : jantes alliage 17 pouces, intégration iPod/USB, connectivité téléphone Bluetooth et régulateur de vitesse). Disponible en PA essence (39 990 $A), PA diesel (43 420 $A) et TI diesel (48 420 $A).
- TS : comme ci-dessus, mais avec des jantes en alliage de 18 pouces plus un siège conducteur à quatre réglages électriques, un écran tactile couleur de 8 pouces, des phares antibrouillard avant, une climatisation à deux zones, un système audio haut de gamme, une caméra de recul et une capacité standard de 7 places. Disponible en PA essence (46 990 $A), PA diesel (50 420 $A) et TI diesel (55 420 $A).
- Titanium : comme ci-dessus, plus différentes jantes en alliage de 18 pouces, feux de "position" à LED, clignotants latéraux montés sur les rétroviseurs extérieurs, calandre avant avec détail chromée, siège conducteur à 6 réglages électriques avec trois réglages de mémoire, vitre opaque pour les passagers arrière et le coffre, rétroviseur à gradation, navigation par satellite avec Traffic Message Channel, système de divertissement DVD Alpine pour les passagers arrière avec un écran de 10,2 pouces et un casque infrarouge et garniture de siège en cuir (en "Shadow Black" ou en "Cashmere Beige"). Disponible en PA essence (54 990 $A), PA diesel (58 240 $A) et TI diesel (63 240 $A).

Le modèle Titanium s'est avéré être la finition la plus populaire et la série SZ a conduit Ford Australie à franchir une étape importante dans la fabrication en construisant le 150 000e Territory (un modèle TX TCDi PA blanc) en 2012.
Le Titanium (dans la spécification TI avec moteur TCDi de 2,7 litres) est également la seule finition pour les exportations vers la Thaïlande, qui a repris fin 2012.
Un TX Limited Edition a été commercialisé en août 2012 pour stimuler les ventes en fournissant des équipements dérivés du TS.
La gamme de couleurs inclus : Havana, Vanish, Lightning Strike, Winter White, Edge, Chill, Smoke, Seduce et Silhouette (Metallic Black).

### SZ II
Après 10 ans de production, la série SZ II représentait le Territory avant que toute la production de Ford Australie (qui comprenait également la berline Falcon FG X) ne cesse en octobre 2016.
Le SZ II a commencé sa production le 20 octobre 2014 aux côtés de la Falcon FG X et il a été mis en vente sur le marché australien en décembre 2014. Sa gamme de modèles reste inchangée par rapport à la série SZ mais, à l'extérieur, il présente de subtiles révisions de style consistant en un nouveau carénage et de nouvelles jantes en alliage, le Territory perdant ses "feux de position" à LED au profit de phares antibrouillard plus traditionnels. Mécaniquement, la gamme de moteurs reste également inchangée, à l'exception d'ajustements de transmission et des améliorations aérodynamiques qui offrent une consommation de carburant supérieure d'environ 5 %. L'intérieur présente de nouvelles couleurs de garnitures, ainsi que "SYNC2" mis à jour, un système de divertissement et de contrôle embarqué à écran tactile avec commande vocale, connectivité Wi-Fi, radio DAB+ et fonctionnalité d'appel d'urgence,.

## Exportations

### Nouvelle-Zélande
Le Territory était vendu en Nouvelle-Zélande.
Environ 12 000 Territory ont été vendus.

### Afrique du Sud
Les exportations vers l'Afrique du Sud ont été réalisées en 2005. Les ventes du Territory ont été dévoilées le 22 juin 2005. Les modèles TX et Ghia TI/PA y étaient vendus. Avant ses débuts, un Territory a été envoyé en Afrique du Sud en 2004 pour évaluation par la branche sud-africaine de Ford.
Environ 2 300 Territory ont été exportés.

### Thaïlande
Les exportations du Territory vers la Thaïlande ont été annoncées avec une mises en vente en avril 2006, avec seulement le modèle Ghia à 4 roues motrices. Avant cela, le Territory SY est apparu au salon de l'automobile de Bangkok en 2005. Un accord de libre-échange entre la Thaïlande et l'Australie était également en place au moment où les exportations ont commencé après 2005.
Environ 100 Territory ont été vendus en Thaïlande en août 2012 après que Ford Australie ait manifesté son intérêt pour une version à moteur diesel au salon de l'automobile de Bangkok 2012 qui s'est tenu en mars 2012.
Des inquiétudes ont été exprimées quant au fait que le programme d'exportation thaïlandais auquel Ford Australie a participé pourrait s'effondrer en raison des taxes élevées imposées sur les véhicules importés. Il a été souligné qu'en 2013, après l'augmentation des taxes, il était coûteux d'acheter un Territory.

## Ventes
| Année civile | Ventes australiennes |
| ------------ | -------------------- |
| 2004         | 13,583               |
| 2005         | 23,454               |
| 2006         | 18,364               |
| 2007         | 17,290               |
| 2008         | 12,882               |
| 2009         | 10,884               |
| 2010         | 11,558               |
| 2011         | 13,866               |
| 2012         | 14,646               |
| 2013         | 14,261               |
| 2014         | 9,828                |
| 2015         | 8,902                |
| 2016         | 6,928                |
| 2017         | 1,764                |
| 2018         | 4                    |
| Total        | 178,214              |

## Territory du marché chinois
Article détaillé : Ford Territory (Chine)
La plaque signalétique Territory est également utilisée sur un SUV compact destiné au marché chinois. Introduit en 2016, le Territory du marché chinois a été développé par la coentreprise JMC-Ford. Le modèle a été développé sur la base du Yusheng S330 développé par JMC,,,. Depuis 2020, le Ford Territory du marché chinois est également vendu au Brésil, en Argentine, aux Philippines, au Cambodge, au Laos, au Chili et au Vietnam.

## Fonctions de sécurité disponibles
Le Ford Territory a des caractéristiques de sécurité telles qu'un airbag conducteur et passager, système de freinage antiblocage, contrôle électronique de la vitesse, ceinture de sécurité, caméra arrière et système de surveillance de la pression des pneus.